# يوهان كارل فيشر
يوهان كارل فيشر (بالألمانية: Johann Karl Fischer ) (و. 1760 – 1833 م) هو رياضياتي، وفيزيائي، ومؤرخ الرياضيات، وأستاذ جامعي من ألمانيا. ولد في آلشتيت.
توفي في غرايفسفالت، عن عمر يناهز 73 عاماً.

## مناصب وهيئات
أدار جامعة ينا، وجامعة غرايفسفالت.